# Molinas en Cairàs
Molinas en Cairàs (en francès Molines-en-Queyras) és un municipi francès situat al departament dels Alts Alps i a la regió de Provença – Alps – Costa Blava.

## Demografia
| 1836                                       | 1962 | 1968 | 1975 | 1982 | 1990 | 1999 | 2006 | 2016 |
| ------------------------------------------ | ---- | ---- | ---- | ---- | ---- | ---- | ---- | ---- |
| 1050                                       | 269  | 244  | 288  | 375  | 336  | 322  | 325  | 303  |
| Des de 1962: població sense dobles comptes |      |      |      |      |      |      |      |      |

## Administració
| Període   | Identitat      | Partit |
| --------- | -------------- | ------ |
| 2001-2020 | Francis Martin | PS     |
| 2020-     | Valérie Garcin | PS     |